# Водопија
Водопија је назив за дугачак изданак на биљци који се врло често развија из успаваних пупољака.

## Карактеристике
Овај изданак, осим што је дугачак, формира и крупније лишће и то за краће време. Лишће му се зато разликује, чак и по боји и облику, а и бујније је. На примеру врсте Lonicera fragrantissima, примећен је и другачији лисни распоред (пршљенаст уместо наспраман, односно декусиран) и то на водопијама које су расле непосредно уз земљу. На маслини избијају најчешће на гоњој страни дебелих грана и то оних које су више положене и расту у висину.

## Примери
Ови изданци се на неким врстама чешће срећу, као што је случај са брестом, кленом или оскорушом, а знатно су ређи на четинарима, посебно бору и смрчи.

## Значај
Одгајивачи их уклањају јер смањују принос цветних пупољака. На маслини плодоноси тек након треће или четврте године. Препоручује се да се водопије уклањају често и пре неко што достигну знатну дужину, како рана на биљци не би била превелика, па се повећава ризик од болести. Један од начина уклањања је и резидба.